# Organodesma onomasta
Organodesma onomasta is een vlinder uit de familie echte motten (Tineidae). De wetenschappelijke naam van deze soort is voor het eerst geldig gepubliceerd in 1975 door Gozmány & Vári.
De soort komt voor in tropisch Afrika.